# Monelasmus
Monelasmus là một chi bọ cánh cứng trong họ 
Elateridae.
Chi này được miêu tả khoa học năm 1863 bởi Candèze.

## Các loài
- Monelasmus guyanensis Candèze, 1863